# Jérémy Gillet
Jérémy Gillet (Bruxelles, 5 agosto 2000) è un attore belga.

## Biografia
Jérémy Gillet è nato il 5 agosto 2000 a Bruxelles e ha vissuto in Belgio, nei pressi di Waterloo e Namur, fino all'età di 17 anni. Ha una sorella maggiore che è neuropsicologa..
Ha esordito come attore nel 2017 nella serie televisiva La Théorie du Y.

## Filmografia

### Cinema
- Lola vers la mer, regia di Laurent Micheli (2019)
- Una notte nei campi (Une nuit, à travers champs), regia di Guillaume Grélardon (2020)
- Suicide Club, regia di Antoine Delelis - cortometraggio (2021)
- Mouton noir, regia di Déborah François - cortometraggio (2022)
- Arrête avec tes mensonges, regia di Olivier Peyon (2022)
- Guida pratica per insegnanti (Un métier sérieux), regia di Thomas Lilti (2023)
- La chambre noire et le cyclope, regia di Charles Compérat - cortometraggio (2023)
- Coeur Pyromane, regia di Robin Goffin e Nathan Villanneau - cortometraggio (2024)
- Quelques jours pas plus, regia di Julie Navarro (2024)

### Televisione
- La Théorie du Y – serie TV, 2 episodi (2017)
- Papa ou maman – serie TV, 5 episodi (2018)
- À l'intérieur – serie TV, 6 episodi (2018-2019)
- Un homme abîmé, regia di Philippe Triboit – film TV (2019)
- Crimes parfaits, regia di vari registi – miniserie TV, 1 episodio (2019)
- Unité 42 – serie TV, 1 episodio (2019)
- La mitomane (Mytho) – serie TV, 12 episodi (2019-2021)
- The Middleman, regia di Shira Geffen e Etgar Keret – miniserie TV, 1 episodio (2020)
- La Révolution – serie TV, 5 episodi (2020)
- Unseen (Invisible) – serie TV, 8 episodi (2020)
- Voltaire innamorato (Les aventures du jeune Voltaire), regia di Alain Tasma – miniserie TV, 2 episodi (2021)
- Les héritières, regia di Nolwenn Lemesle – film TV (2021)
- L'isola delle 30 bare (L'île aux 30 cercueils), regia di Frédéric Mermoud – miniserie TV (2022)
- Les rivières pourpres – serie TV, 2 episodi (2022)
- Nudes, regia di Andréa Bescond, Lucie Borleteau e Sylvie Verheyde – miniserie TV, 3 episodi (2024)
- Sirene (Sirènes), regia di Adeline Picault – film TV (2024)
- Benjamin Franklin (Franklin), regia di Timothy Van Patten – miniserie TV, 1 episodio (2024)
- Martin Scorsese Presents: The Saints – serie TV, 1 episodio (2024)
- Des gens bien ordinaires – serie TV, 16 episodi (2022-2025)
- Une amitié dangereuse, regia di Alain Tasma – miniserie TV (2025)

## Doppiatori italiani
- Tommaso Di Giacomo in La mitomane

## Riconoscimenti
- 2023 – A.C.S. Award
  - Candidatura al miglior attore in una serie televisiva per Des gens bien ordinaires

- 2024 - Festival Séries Mania[3][4][5]
  - Miglior attore per Une amitié dangereuse